# شاهبور أباد (بربرود الغربي)
شاهبور أباد (بالفارسية: شاهپورآباد) هي قرية تقع في إيران في قسم بربرود الغربي الریفي. يقدر عدد سكانها بـ 1,364 نسمة .